# Pterolophia horrida
Pterolophia horrida là một loài bọ cánh cứng trong họ Cerambycidae.